# Catillaria alba
Catillaria alba är en lavart som beskrevs av Coppins & Vezda. Catillaria alba ingår i släktet Catillaria och familjen Catillariaceae.   Inga underarter finns listade i Catalogue of Life.